# Uloma parva
Uloma parva – gatunek chrząszcza z rodziny czarnuchowatych i podrodziny Tenebrioninae.
Gatunek ten został opisany w 1921 roku przez Hansa Gebiena, który jako miejsce typowe wskazał wyspę Bioko.
Czarnuch o ciele długości około 5 mm. Wierzch przedplecza i pokryw jednolicie ciemny. Przód przedplecza samców ze słabym wgłębieniem. Pokrywy jajowate. Ostatni widoczny sternit odwłoka nieobrzeżony. Wierzchołek edeagusa z palcowatym wyrostkiem krótszym niż U. sulcipennis i bez podłużnego kila.
Chrząszcz afrotropikalny, znany z Gwinei Równikowej, Gwinei, Kamerunu, Togo i Konga.